# Funzionalismo (antropologia)
Il funzionalismo è un paradigma teorico delle scienze etnoantropologiche.
Dal punto di vista teorico il principale esponente della corrente fu l'antropologo britannico Alfred Reginald Radcliffe-Brown. Diventato nel 1938 la figura più influente dell'antropologia britannica, definì il campo di ricerca della produzione scientifica degli autori britannici tra gli anni 1940 e 1960.

## Le origini
La concezione funzionalistica della società e della struttura sociale trae origine dal pensiero di Herbert Spencer, sviluppato nel XIX secolo, che paragonava le società agli organismi viventi e riteneva che le loro varie parti costituissero sistemi i quali, a loro volta, operavano insieme come un tutto funzionante.
Come i diversi organi e sistemi di un corpo complesso sono dissimili tra di loro, così le parti di un'unità sociale complessa ed evoluta tendono a differenziarsi tra loro. Si differenzierà così la religione rispetto alla politica, il lavoro rispetto alla vita familiare e così via.
Ogni parte di una società o di un corpo vivente ha una funzione e quanto più queste funzioni differiscono, tanto più è difficile per una parte sostituirne un'altra.
Il risultato finale, sia per gli organismi che per la società, è un tutto costituito da parti interdipendenti.
Questo concetto di sistema è uno dei principali fondamenti del funzionalismo.
Se fu Spencer a buttare le basi del funzionalismo, fu Émile Durkheim  (1858-1917) a utilizzare per primo questo concetto per studiare le società. Se la società, come un organismo, è costituita da molte parti diverse che contribuiscono nella stessa misura al funzionamento del tutto, per spiegare un fatto sociale è necessario mostrarne la funzione nell'ordinamento della società.
Pertanto i concetti che vengono utilizzati all'interno dell'ipotesi funzionale sono fondamentalmente tre:
- l'idea di un processo: secondo questa idea l'osservazione deve basarsi sulla realtà concreta, dove la vita sociale viene intesa come un continuo succedersi di fatti che possono essere analizzati. Il compito dell'antropologo sarà quello di estrarre una porzione di fatti per analizzarla, tenendo sempre in considerazione i rapporti e le interazioni che definiscono il fatto come un fatto sociale totale;
- il concetto di struttura, cioè l'insieme delle relazioni esistenti in una data società considerando sia le strutture concrete, sia le forme strutturali degli schemi elaborati per spiegare la realtà sociale;
- il concetto di funzione, ovvero l'interconnessione esistente tra struttura sociale e processo della vita sociale.

## Il funzionalismo moderno
I rappresentanti più significativi di questa scuola sono: Bronisław Malinowski (1884-1942), che nel 1922, con la pubblicazione di Argonauts of Western Pacific, innova rispetto alle concezioni precedenti dell'antropologia, proponendo un nuovo modo di concepire tale disciplina, di orientamento sincronico piuttosto che diacronico; e Alfred Reginald Radcliffe-Brown (1881-1955), il vero teorico del funzionalismo, creatore negli stessi anni di un paradigma scientifico definito struttural-funzionalismo,  in stretta continuità con le idee di Émile Durkheim e in cui si intravedono numerose relazioni con lo strutturalismo antropologico di Claude Lévi-Strauss.
Il funzionalismo, elaborato intorno agli anni trenta, nasce come opposizione alle copiose discussioni che avevano coinvolto gli antropologi sul tema dell'origine dell'uomo, sulle ipotesi evoluzionistiche e sulle tendenze tassonomiche e analitiche della cultura.
Si ripropone l'idea di studiare società e cultura come se fossero degli organismi viventi, utilizzando pertanto gli stessi metodi usati dalle scienze naturali, come l'osservazione e il metodo induttivo.
Si desidera pertanto spiegare perché una determinata cultura abbia tratti particolari e perché altre culture presentino tratti differenti. Si sente l'esigenza di trovare un metodo efficace che consideri l'organizzazione sociale come un sistema totale, all'interno del quale lo specifico culturale nascerebbe dalla combinazione delle variabili.
Secondo i funzionalisti, l'antropologia non dovrebbe occuparsi della ricostruzione storica delle origini dell'uomo, ma piuttosto di comprendere il funzionamento dei diversi sistemi sociali e darsi un metodo adeguato per lo studio della società contemporanea.
Si apre così, con il funzionalismo, una nuova strada antropologica che considera la società come un insieme composto da più elementi in relazione (sistema), e individua un metodo di analisi delle società contemporanee alla nostra e da essa più o meno diverse.
Il tentativo è dunque quello di dare all'antropologia il carattere scientifico delle scienze naturali.

## Teorie recenti
Secondo G. A. e A.S. Theodorson  per funzionalismo si intende "l'analisi di fenomeni culturali e sociali" all'interno di "un sistema socio-culturale" ben definito.
"Nel funzionalismo - più specificamente e sempre a parere dei Theodorson - la società è concepita come un insieme di parti interconnesse nel quale nessuna parte può essere compresa se isolata dalle altre. Un qualsiasi mutamento in una delle parti è considerato causa di un certo grado di squilibrio, che produce, a sua volta, ulteriori cambiamenti in altre parti del sistema e addirittura una riorganizzazione del sistema stesso. Lo sviluppo del funzionalismo - perciò - è basato sul modello del sistema organico che troviamo nelle scienze biologiche."